# 刺齿贯众
刺齿贯众（学名：Cyrtomium caryotideum），又名细齿贯众蕨，为鳞毛蕨科贯众属下的一个植物种。高度在30-60厘米之間，其叶簇生、坚纸质，背面有稀疏的披针形棕色鳞片，遍佈孢子囊群，叶柄長度在16-32厘米之間。其分佈于中國陕西和甘肃南部以及南方地區，此外台灣、日本及東南亞也有其蹤跡。